# Calliaster spinosus
Calliaster spinosus är en sjöstjärneart som beskrevs av Hubert Lyman Clark 1916. Calliaster spinosus ingår i släktet Calliaster och familjen ledsjöstjärnor.
Artens utbredningsområde är Filippinerna. Inga underarter finns listade i Catalogue of Life.